# Корсаковка (Александровськ-Сахалінський район)
Корсаковка (рос. Корсаковка) — село (колишнє селище) у складі Александровськ-Сахалінського району Хабаровського краю, Росія.

## Населення
Населення — 37 осіб (2010; 95 у 2002).
Національний склад (станом на 2002 рік):
- росіяни — 98 %